# PLDT
PLDT Inc. (precedentemente nota come il Philippine Long Distance Telephone Company), poi Philippine Long Distance Telephone Inc.) è una società di telecomunicazioni filippina con sede a Makati.
Le sue attività principali sono le telecomunicazioni, con i servizi di telefonia fissa, di telefonia mobile, la banda larga e i servizi IoT con vari marchi. Ha anche investimenti in radiodiffusione, supporti di stampa, programmi di utilità e servizi satellitari diretti a casa, tra gli altri. A partire dal 2019, PLDT è quotata alla Borsa delle Filippine e alla Borsa di New York (l'unica società filippina quotata al NYSE) ed è controllata da First Pacific, una società di gestione degli investimenti con sede a Hong Kong; Nippon Telegraph and Telephone, attraverso le sue filiali; e JG Summit, un importante conglomerato che gestisce l'aereo di linea Cebu Pacific, il produttore di alimenti Universal Robina e la società immobiliare Robinsons Land.